# تسلا سایبرتراک
تسلا سایبرتراک (به انگلیسی: Tesla Cybertruck) یک خودروی تمام الکتریکی در سبک وانت است که توسط تسلا طراحی و ساخته می‌شود. سایبرتراک در سه مدل با رنج‌ها و شتاب‌های مختلف عرضه می‌شود.
گران‌ترین نسخه این خودرو با نام سایبر بیست دارای سه موتور است و با هربار شارژ ۸۰۰ کیلومتر دوام می‌آورد. این نسخه همچنین دارای شتاب صفر تا صد کیلومتر بر ساعت برابر با ۲٫۹ ثانیه است. این خودرو همچنین در دو حالت چهارچرخ متحرک و محور عقب عرضه می‌شود. ایلان ماسک اعلام‌کرده این خودرو قصد رقابت مستقیم با فورد سری-اف را دارد. سری اف پرفروش‌ترین وانت پیکاپ در ایالات متحده آمریکا است.

## همچنین ببینید
تسلا
تسلا مدل ایکس
تسلا مدل ۳
تسلا مدل اس
تسلا مدل وای
تسلا رودستر